# Lisa Eyre
Lisa Jane Eyre (Nantwich, 18 de diciembre de 1968) es una deportista británica que compitió en remo.
Ganó dos medallas en el Campeonato Mundial de Remo de 1997, oro en cuatro sin timonel y bronce en ocho con timonel. Participó en dos Juegos Olímpicos de Verano, ocupando el séptimo lugar en Atlanta 1996 y en Sídney 2000, en la prueba de ocho con timonel.

## Palmarés internacional
| Campeonato Mundial | Campeonato Mundial     | Campeonato Mundial | Campeonato Mundial |
| Año                | Lugar                  | Medalla            | Prueba             |
| ------------------ | ---------------------- | ------------------ | ------------------ |
| 1997               | Aiguebelette (Francia) | Medalla de oro     | Cuatro sin timonel |
| 1997               | Aiguebelette (Francia) | Medalla de bronce  | Ocho con timonel   |